# موش قله
موش قله (نام علمی: Rattus baluensis)، گونه‌ای از جوندگان از خانواده موشان است. این تنها در ارتفاعات  ۲۶۷۰ تا ۳۴۲۶ متر کوه کینبالو و در ۲۰۴۰ تا ۲۴۷۷ متر کوه تامبایاکون (Tambuyukon) مالزی ثبت شده است. آنها در جنگل‌های کوتوله و بوته‌زارهای کوهستانی به‌وفور یافت می‌شوند.
جمعیت موش از این دو قله در هولوسن به هم متصل شدند. با این حال، امروزه آنها با وجود ۱۸ کیلومتر فاصله از هم جدا شده‌اند. با پیش‌بینی‌های فعلی گرمایش جهانی، انتظار می‌رود زیستگاه مناسب برای موش قله حدود ۵۰۰ متر به‌سمت بالا تغییر کند. این امر جمعیت کوه تامبایاکون را در معرض خطر قرار می‌دهد. با این حال، جمعیت کوه کینبالو احتمالاً در دامنه‌های بالایی آن زنده خواهند ماند. تجزیه و تحلیل ژنتیکی منشأ آن را در جمعیت محلی موش دشتی مالزی از شمال بورنئو در حدود ۳۰۰-۴۰۰ هزار سال پیش نشان می‌دهد.
موش قله رابطه متقابلی با گونه‌ای از گیاه‌پارچ غول‌پیکر به نام گیاه‌پارچ راجا دارد. مانند حشره‌خوار درختی کوهی، در تله‌های گیاه مدفوع می‌کند تا از ترشحات شیرین و میوه‌ای از غدد روی کلاهک پارچ تغذیه کند.